# Scotch Whisky Heritage Centre
Le Scotch Whisky Heritage Centre, également appelé The Scotch Whisky Experience, est un musée consacré à l'histoire et à la fabrication du whisky, qui se situe sur le Royal Mile à Édimbourg en Écosse.

## Histoire
Créé par dix-neuf fabricants de scotch whisky en juillet 1987, il a été inauguré en mai 1988 dans une ancienne école.

## Description
Il comporte la plus importante collection de bouteilles de whisky au monde, composée de plus de 3 000 exemplaires, et propose — en plus de la visite — des séances de dégustation ainsi qu'un bar et un restaurant.